# Matelea costanensis
Matelea costanensis är en oleanderväxtart som beskrevs av G. Morillo. Matelea costanensis ingår i släktet Matelea och familjen oleanderväxter. Inga underarter finns listade i Catalogue of Life.